# Phare de Pape
Le phare de Pape (en letton : Papes bāka) est un phare actif qui est situé  dans la municipalité de Ventspils, sur le littoral de la mer Baltique, dans la région de Kurzeme en Lettonie.
Il est considéré comme monument culturel de Lettonie  depuis le 5 septembre 2005.

## Histoire
Le phare actuel, construit en 1910, a été érigé sur l'emplacement de l'ancien phare de 1890. Il marque la pointe sud de la Lettonie.
Le phare est mis en danger par l'érosion de plage et une digue de pierres a été placée devant pour faire dévier les vagues. Les environs de dunes et de marécages sont reconnus pour leur importance écologique et sont une destination populaire des photographes d'oiseaux. La maison du gardien attenante semble être en mauvais état.

## Description
Le phare est une tour pyramidale métallique blanche à claire-voie autour d'un cylindre central de 22 mètres de haut, avec galerie et lanterne rouge. Il émet à une hauteur focale de 26 mètres, un éclat blanc toutes les 3.5 secondes. Sa portée nominale est de 14 milles nautiques (environ 26 km).
Il est placé près de la plage à environ 20 km à l'est de Rucava et 8 km  au nord de la frontière lituanienne.
Identifiant : ARLHS : LAT-012 - Amirauté : C-3386 - NGA : 12052 - Numéro Lettonie : UZ-890 .

## Caractéristique dufeu maritime
Fréquence : 3.5 secondes (W)
- Lumière : 1.5 seconde
- Obscurité : 2 secondes

|          |
| Lettonie |

|             |
| La lanterne |

### Lien connexe
- Liste des phares de Lettonie